# Escuadra del río Mississippi
La Escuadra del río Mississippi fue el escuadrón naval de la Unión que operaba en los ríos occidentales durante la Guerra de Secesión. Inicialmente fue creado como parte del ejército de la Unión, a pesar de que estaba subordinado al mando de oficiales de la Marina. Luego fue conocido como la "Flotilla de las cañoneras occidentales" y con otras denominaciones como "la Flotilla del Mississippi". Recibió su designación final cuando fue transferido a la Armada de la Unión a principios de octubre de 1862.